# Gabriele Sfranze
Gabriele Sfranze (in greco Γαβριήλ Σφραντζῆς?; ... – prima del 1280) è stato un nobile bizantino.
Di lui si sa molto poco. Forse era figlio di Maria Sfranzaina, figlia di Giovanni Petralife e cognata di Michele II Comneno Ducas, despota dell'Epiro. Rimasta vedova nel 1257, si risposò prima con il governatore di Arbanon Costantino Chabaron e infine con Filippo Cinardo, Grande ammiraglio di Sicillia e governatore di Corfù.
A un certo punto fu nominato come parakoimomenos del grande sigillo dell'imperatore Michele VIII Paleologo (r. 1259-1282), ma fu accecato da quest'ultimo poco prima del 1280. La sua ultima menzione risale a quell'anno, quando accompagnò l'imperatore a Nicomedia, insieme al cugino Giovanni Ducas.